# Copris gilleti
Copris gilleti là một loài bọ cánh cứng trong họ Bọ hung (Scarabaeidae).